# Sedum hypogaeum
Sedum hypogaeum är en fetbladsväxtart som beskrevs av J.Reyes, Brachet, O.González. Sedum hypogaeum ingår i Fetknoppssläktet som ingår i familjen fetbladsväxter. Inga underarter finns listade i Catalogue of Life.